# Thadeua
Thadeua es un género de ácaros perteneciente a la familia Hirstionyssidae.

## Especies
Thadeua Domrow, 1977
- Thadeua greeni (Domrow, 1966)
- Thadeua mitchelli (Womersley, 1956)
- Thadeua rosamondae (Domrow, 1973)
- Thadeua serrata Domrow, 1977
- Thadeua validipes (Domrow, 1955)